# Родники (Увинський район)
Родники́ (рос. Родники) — присілок у складі Увинському районі Удмуртії, Росія.

## Населення
Населення — 153 особи (2010; 188 в 2002).
Національний склад станом на 2002 рік:
- удмурти — 100 %

## Історія
Вперше присілок згадується 1890 року у переписних книгах як Парсьгурт. Там же було вказано, що він був заснований вотяками-переселенцями із сусіднього присілка Булай-Зюм'я 200 років тому. Отже присілок було засновано у кінці XVII століття. У період 1922–1975 років був центром Парсьгуртської (Родниковської) сільради.

## Урбаноніми[3]
- вулиці — Джерельна, Садова, Центральна
- провулки — Польовий

## Господарство
У присілку діють початкова школа-садочок (1990, на 46 місць), сільський клуб (1965, на 100 місць), культурно-спортивний зал (1990), фельдшерсько-акушерський пункт (1993).